# Buick Park Avenue
Der Buick Park Avenue war eine unter der amerikanischen Automobilmarke Buick von Frühjahr 1990 bis Sommer 2005 in zwei Generationen angebotene Limousine der Oberklasse von General Motors (GM).
Der Park Avenue war das Spitzenmodell von Buick. Das erste Fahrzeug mit dieser Bezeichnung wurde von Herbst 1988 bis Frühjahr 1990 gebaut, wobei sie zu dem Zeitpunkt eine luxuriöse Ausstattung des damaligen Top-Modells Buick Electra darstellte. Die eigentliche erste Generation wurde von Frühjahr 1990 bis Mitte 1996 produziert und kam ab 1991 auch nach Europa.
Er basierte auf der C-Plattform von General Motors mit Frontantrieb und war mit dem Buick LeSabre, dem Oldsmobile 88/98 und dem Pontiac Bonneville sowie dem Cadillac Deville/Fleetwood verwandt, besaß jedoch eine Reihe von eigenständigen technischen Merkmalen.
Die Bezeichnung Park Avenue war von Buick bereits seit 1975 für besonders reichhaltig ausgestattete Versionen des Vorgängers Buick Electra verwendet worden. Beim Downsizing von einer Außenlänge von 5,64 Metern im Frühjahr 1984 blieb zunächst der Name Electra erhalten, wurde jedoch von General Motors sukzessive durch Park Avenue ersetzt.
Von 1988 bis 1990 findet sich daher zwar in der Typbezeichnung noch der Name „Electra“, doch beim Nachfolger verzichtete man darauf komplett und das Modell hieß fortan „Park Avenue“.
Die Produktion endete im Sommer 2005, Nachfolger ist der Buick Lucerne.

## ElectraPark Avenue(1988–1990)

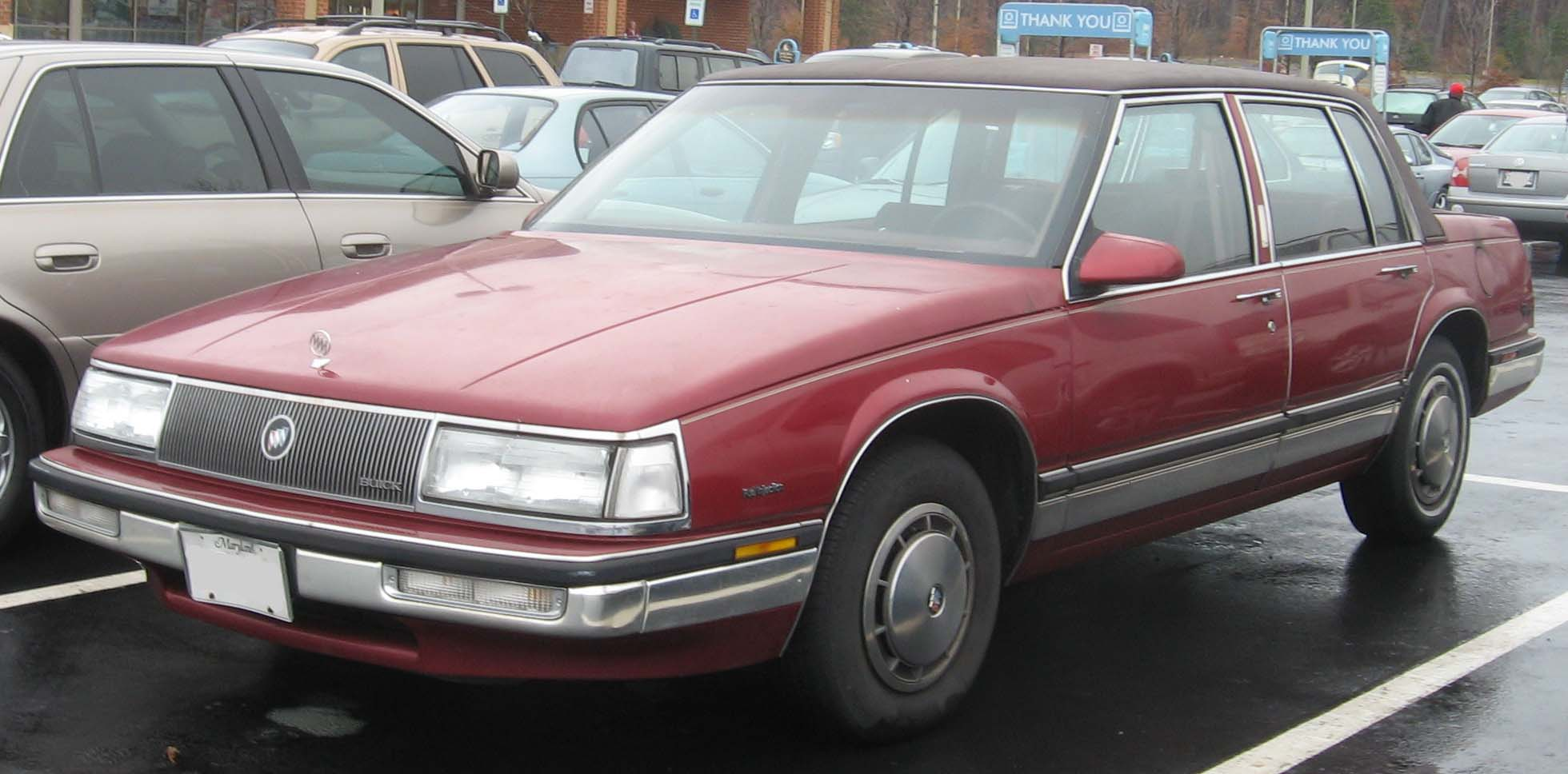
Buick Electra Park Avenue (1988–1990)

Der Park Avenue der Jahre 1988 bis 1990 bildete eine luxuriöse Ausstattungslinie des Electra. Die Modellbezeichnung Electra wird von Buick seit Herbst 1958 verwendet.
Der Electra wurde im April 1984 – parallel zu den technisch verwandten Oldsmobile Ninety-Eight und Cadillac Fleetwood/DeVille – verkleinert und verlor mehr als einen halben Meter Außenlänge und eine halbe Tonne Leergewicht. General Motors stellte die neuen Modelle mit einer aufwendigen Werbekampagne und besonderen Prospekten den Käufern vor. Die Modellreihe war trotz der Radikalkur bei Größe und Gewicht erfolgreich. Der neue Electra bot mehr Innenraum und den gleichen Geräuschkomfort wie das alte Modell, konnte aber drei bis vier Liter Einsparung beim Benzinverbrauch vorweisen. Dies war primär auf den an 3,8-Liter-Sechszylindermotor von Buick zurückzuführen. Dieser Motor brachte ein hohes Drehmoment und damit subjektiv die gleiche Kraft wie der V8 hervor und ließ sich bei sparsamer Fahrweise deutlich unter 10 Liter pro 100 Kilometer bewegen.
Für das Modelljahr 1988 brachte Buick eine zweite Generation dieses V6-Motor in den ersten „echten“ Park Avenue, der sich von der ersten Generation durch eine zwischen den Zylinderbänken drehende Ausgleichswelle unterschied, die bei einem V6-Motor mit einem Bankwinkel von 90 Grad technisch unvermeidlichen Vibrationen beseitigte.
Ähnlich wie bei Cadillacs Fleetwood die Superluxus-Version Sixty Special brachte Buick den Electra in der Sonderversion „Ultra“ für die Baujahre 1989 und 1990 heraus. Anders als der ab 1991 angebotene „Ultra“ verfügte der Electra dieser Baujahre über keine Kompressoraufladung des Motors.
Seine Besonderheiten bestanden im Wesentlichen aus einer 20-fachen elektrischen Verstellung der Vordersitze, speziellen Rädern und Echtholzdekoren im Innenraum und einem etwas weicheren Leder für die Sitze. Nur der Cadillac Fleetwood Sixty Special ab 1989 bot mit einer 22-fachen Verstellung der Sitze noch mehr Möglichkeiten. Im Buick erfolgte allerdings eine besondere Darstellung der Sitzverstellung, die sich mit einem in der Mitte der Sitzbank ausklappbaren graphisch die Sitze darstellenden Bedienpanel je nach Wahl für Fahrer oder Beifahrer vornehmen ließ.
Der Park Avenue der ersten Generation bot weitere Extras wie etwa eine Folientastatur wie sie Buick seit 1981 für die Bedienung der Klimaanlage anbot sowie ein „Keyless-Entry-System“ mit einer weiteren Folientastatur in der Chromzierleiste der Fahrertür, die ein Öffnen des Autos und der Kofferraumklappe über die Eingabe eines Zahlencodes ermöglichte und den Türschlüssel überflüssig machte.

## Park Avenue (1990–1996)
Der Park Avenue debütierte im April 1990 als Basismodell sowie als etwas verfeinertes Spitzenmodell mit der Bezeichnung Park Avenue Ultra. Beide Versionen wurden anfangs von einem Buick-eigenen 3,8-l-V6-Motor mit 127 kW (173 PS) angetrieben,  der seine Leistung über ein serienmäßiges Viergangautomatikgetriebe vom Typ GM Turbo-Hydra-Matic 4T60E an die Vorderräder übertrug.
Gegenüber dem wegen der Energiekrise Anfang der 1980er-Jahre dezidiert klein aussehenden Styling der ersten Park Avenue-Generation legte der Park Avenue des Jahrgangs 1990 fast um einen Viertelmeter zu und demonstrierte mit einem Jaguar-inspirierten Styling wieder Größe und Eleganz.

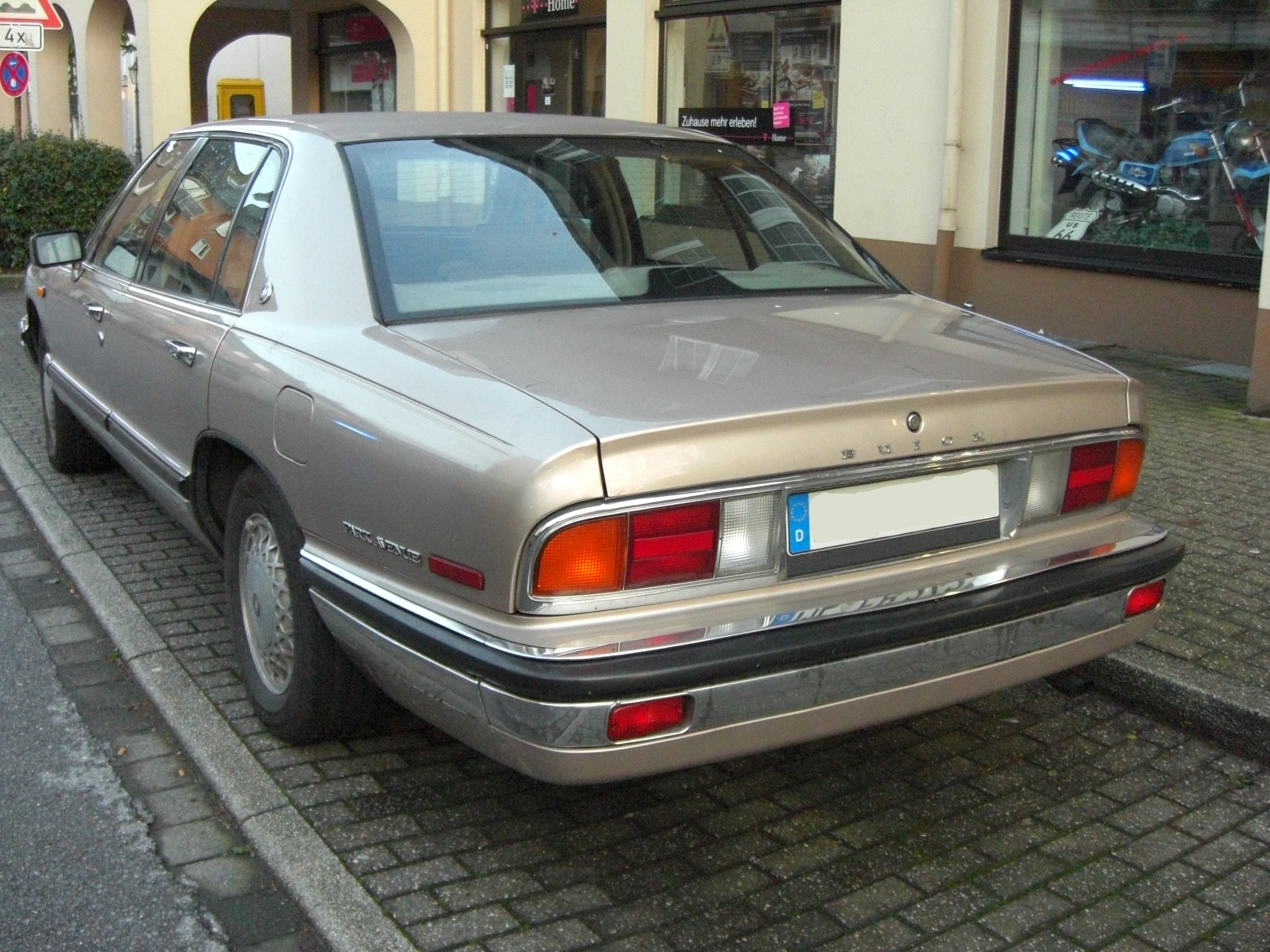
Heckansicht

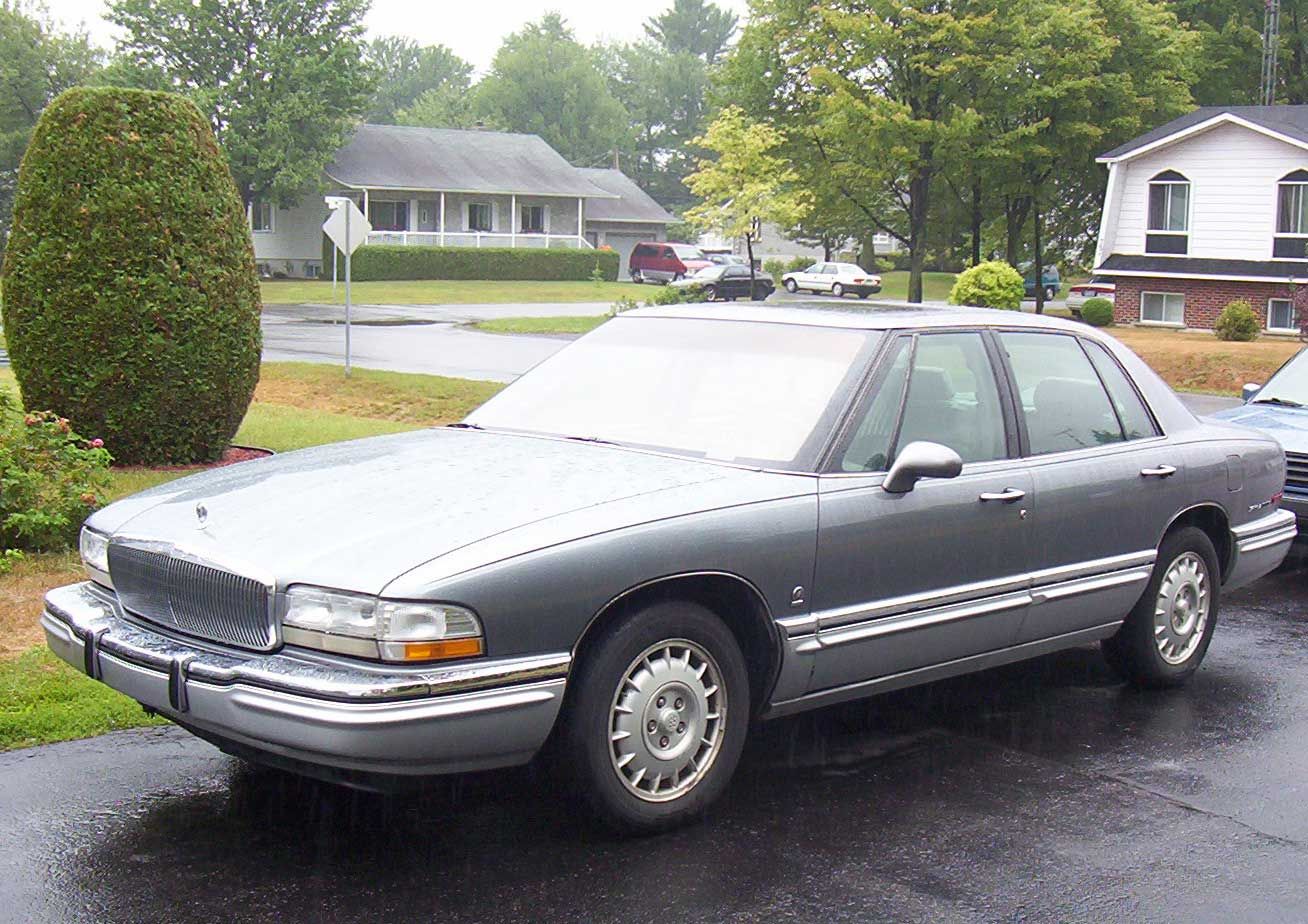
Buick Park Avenue Ultra (1991)

Ab 1992 erhielt der Park Avenue Ultra eine 153 kW (208 PS) starke Kompressor-Variante des V6. Die mit mechanischer Aufladung ausgestatteten Modelle besaßen im Unterschied zum Standardmodell komplett aus verstärktem Kunststoff gefertigte Stoßfänger sowie zum Teil je nach Baujahr und Kundenwunsch auch andere Räder. Die Innenausstattung war ebenfalls geringfügig aufgewertet, was in den späteren Baujahren auch den Standardmodellen zugutekam.
1993 erfolgten leichte Retuschen an Kühlergrill und Heckleuchten; 1994 stieg die Leistung des Kompressormotors im Park Avenue Ultra auf 168 kW (228 PS). Zum gleichen Zeitpunkt wurde die Ausstattung um einen Beifahrerairbag erweitert.
1995 erhielt das Basismodell einen komplett neu konstruierten gusseisernen 3,8-l-V6-Motor (Series II) mit 153 kW, die Kompressor-Variante leistete zunächst 168 kW. 1996 wurde die Leistung des Kompressormotors auf 179 kW (243 PS) angehoben.
Die beiden ersten Generation des Park Avenue wurde auch in Europa verkauft; diese Versionen unterschieden sich von den US-Modellen durch orangefarbene Blinkergläser vorn, eine größere Aussparung für das Nummernschild zwischen den (geänderten) Heckleuchten, größere Rückspiegel und den Verzicht auf den Kühlerstern oberhalb des Kühlergrills – wenn auch einige frühe Exportmodelle diesen noch hatten. In den letzten zwei Baujahren erhielt die Europa-Version neue Stoßfänger mit wesentlich geringerem Metallanteil und neue Seitenschutzleisten. Der Park Avenue Ultra mit Kompressor-Motor wurde im Unterschied dazu jedoch offiziell nie in Europa angeboten.
Die zweite Generation des Park Avenue zeichnete sich durch eine sehr gute Aerodynamik aus, ihr cW-Wert (Luftwiderstandsbeiwert) lag bei lediglich 0,31, was einer der Haupt-Forderungen aus dem Lastenheft der Entwicklung entsprach.
Eine weitere Besonderheit war das für ein Auto dieser Größe relativ geringe Leergewicht von 1604 kg (Ultra: 1651 kg), was im Zusammenwirken mit dem sehr niedrigen Drehzahlniveau für ein bei verhaltener Fahrweise erstaunlich niedrigen Kraftstoffverbrauch sorgte (dies gilt umso mehr für die Modelle ab 1995 mit dem neu konstruierten V6-Motor). Diese Serie kam deshalb sowie wegen des Komforts und der Zuverlässigkeit auch in Europa vor allem auf Langstrecken zum Einsatz. Der 3,8-Liter-V6-Motor erreicht mühelos Laufleistungen weit jenseits von 300.000 Kilometern.
Vom Park Avenue der ersten Generation fertigte Buick von Frühjahr 1990 bis Mitte 1996 insgesamt 410.000 Exemplare.

## Park Avenue (1996–2005)
Im Sommer 1996 lancierte Buick einen neuen Park Avenue sowie Park Avenue Ultra, diesmal auf der G-Plattform des Buick Riviera. Radstand und Karosserie fielen etwas größer aus als beim Vorgänger, was das Platzangebot im Innenraum verbesserte. Den Antrieb übernahm unverändert der 3,8-Liter-V6-Motor der Serie II in Normalausführung beim Park Avenue-Basismodell und in Kompressorversion beim Park Avenue Ultra.
Ab 1998 kamen Airbags der zweiten Generation zum Einsatz, die mit geringerem Druck arbeiteten.
Im Herbst 2001 erhielt der Ultra einen geänderten Kühlergrill und an den vorderen Kotflügeln sogenannte Ventiports. Dabei handelte es sich um Zierblenden mit angedeuteten Luftaustritten (die bei manchen Modellen aber auch funktionsfähig waren), ein Designelement, das bei Buick seit den späten 1940er-Jahren immer wieder Verwendung fand.
Mitte 2003 erhielt auch der Park Avenue in der Basisversion den geänderten Grill, nicht aber die Ventiports. Zugleich gab es Veränderungen am Heck, und eine Chromleiste mit „Park-Avenue“-Schriftzug war oberhalb des Nummernschilds angebracht.

Im Sommer 2005 stellte Buick die Fertigung des Park Avenue ein. Sein Nachfolger wurde der Buick Lucerne.

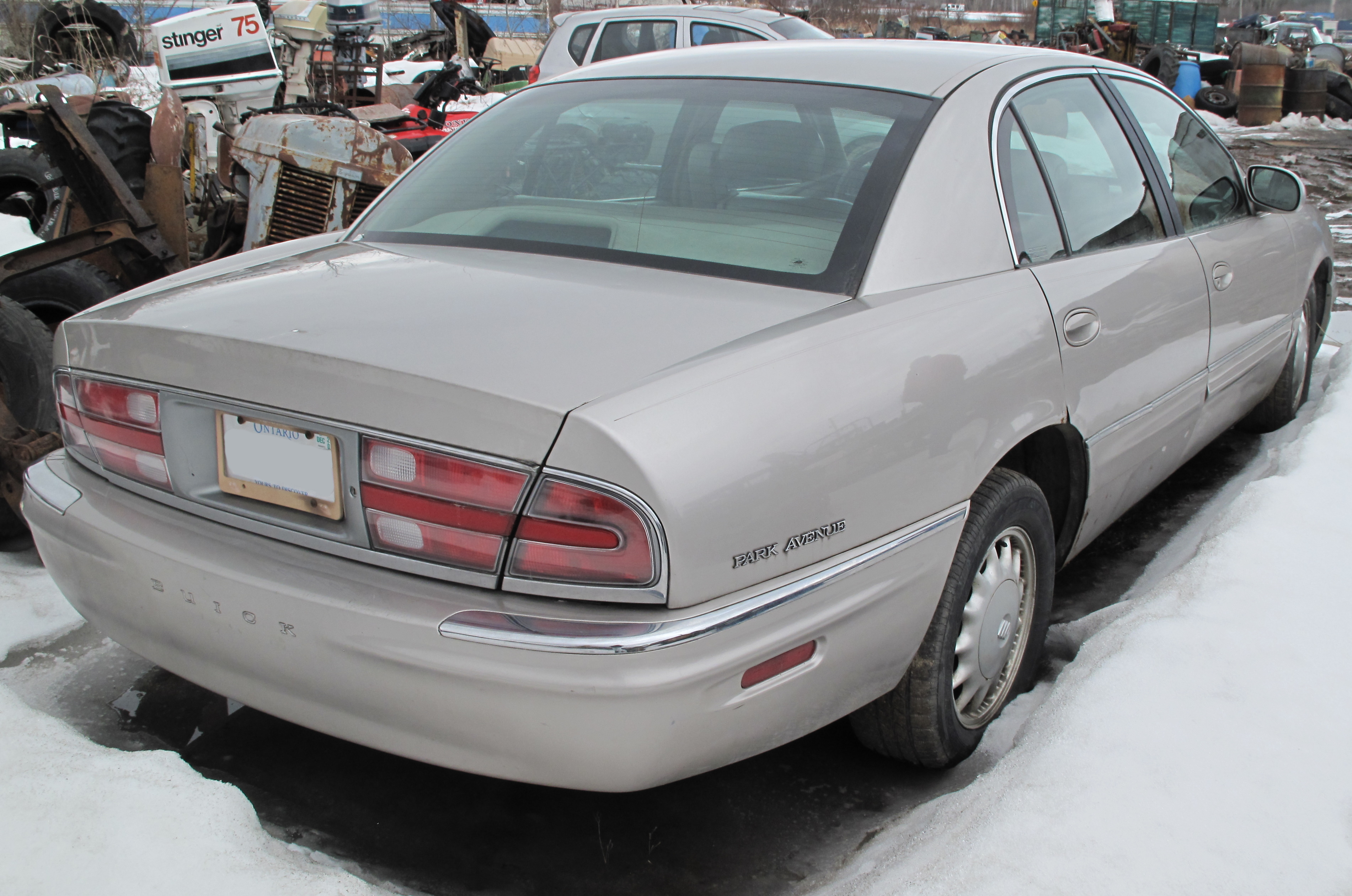
Heckansicht
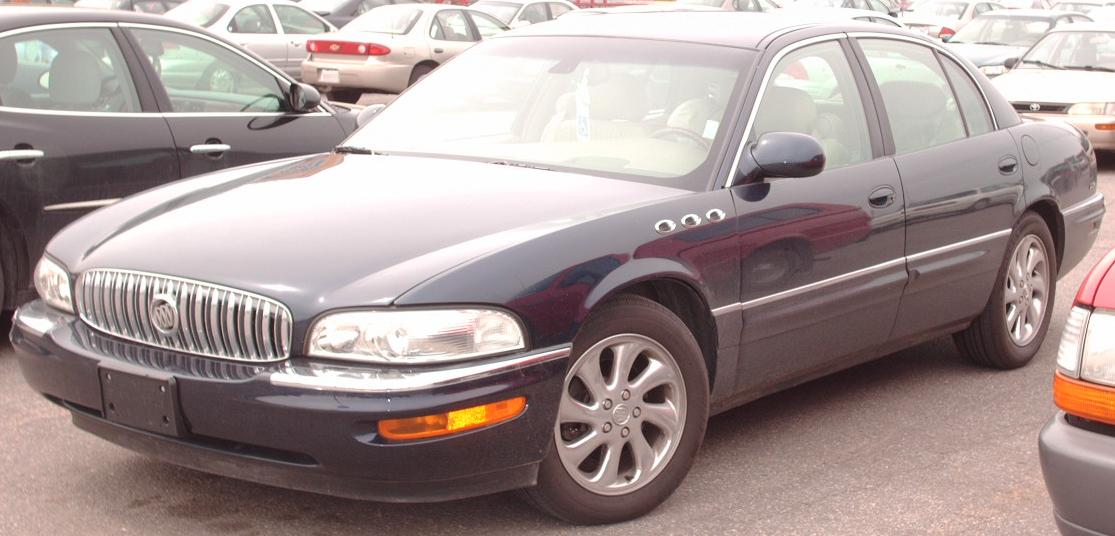
Buick Park Avenue Ultra (2001–2005)
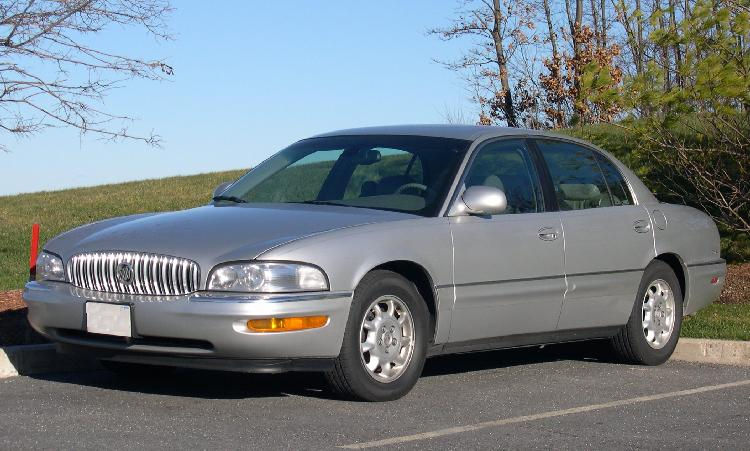
Buick Park Avenue (2003–2005)

## Buick Park Avenue (China, 2007–2012)
Zwischen Sommer 2007 und 2012 bot Shanghai-Buick den Holden Statesman der Serie WM auf dem chinesischen Markt als Buick Park Avenue an, der mit einem 3,6-Liter-V6-Motor (187 kW / 254 PS), aber auch mit einem in Australien nicht verfügbaren 2,8-Liter-V6-Motor (150 kW / 204 PS) ausgerüstet werden konnte. Die Preise beliefen sich (Stand: Februar 2008) auf 329.000 bis 499.000 Yuan (etwa € 31.500 bis 48.000).

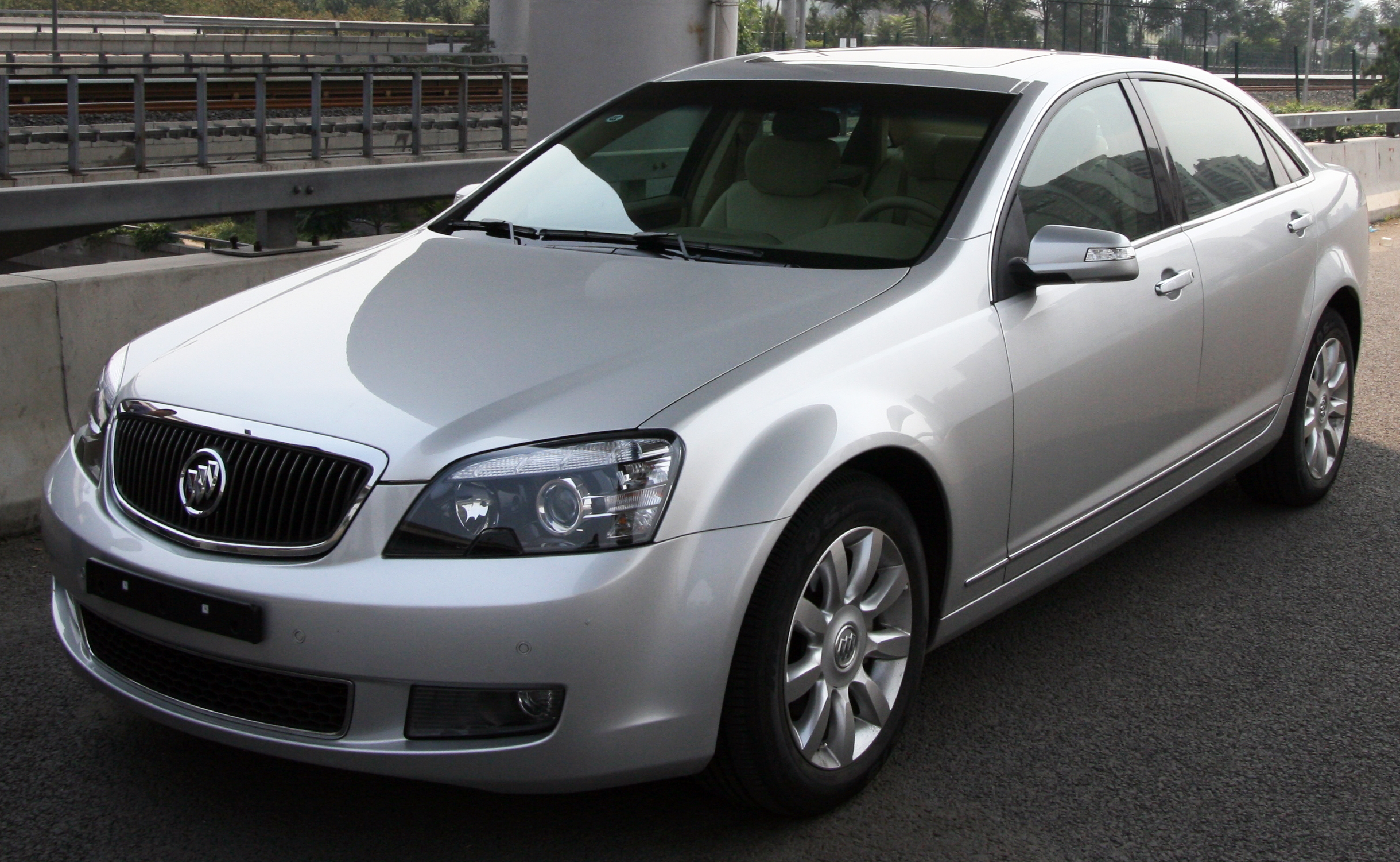
Buick Park Avenue (China)
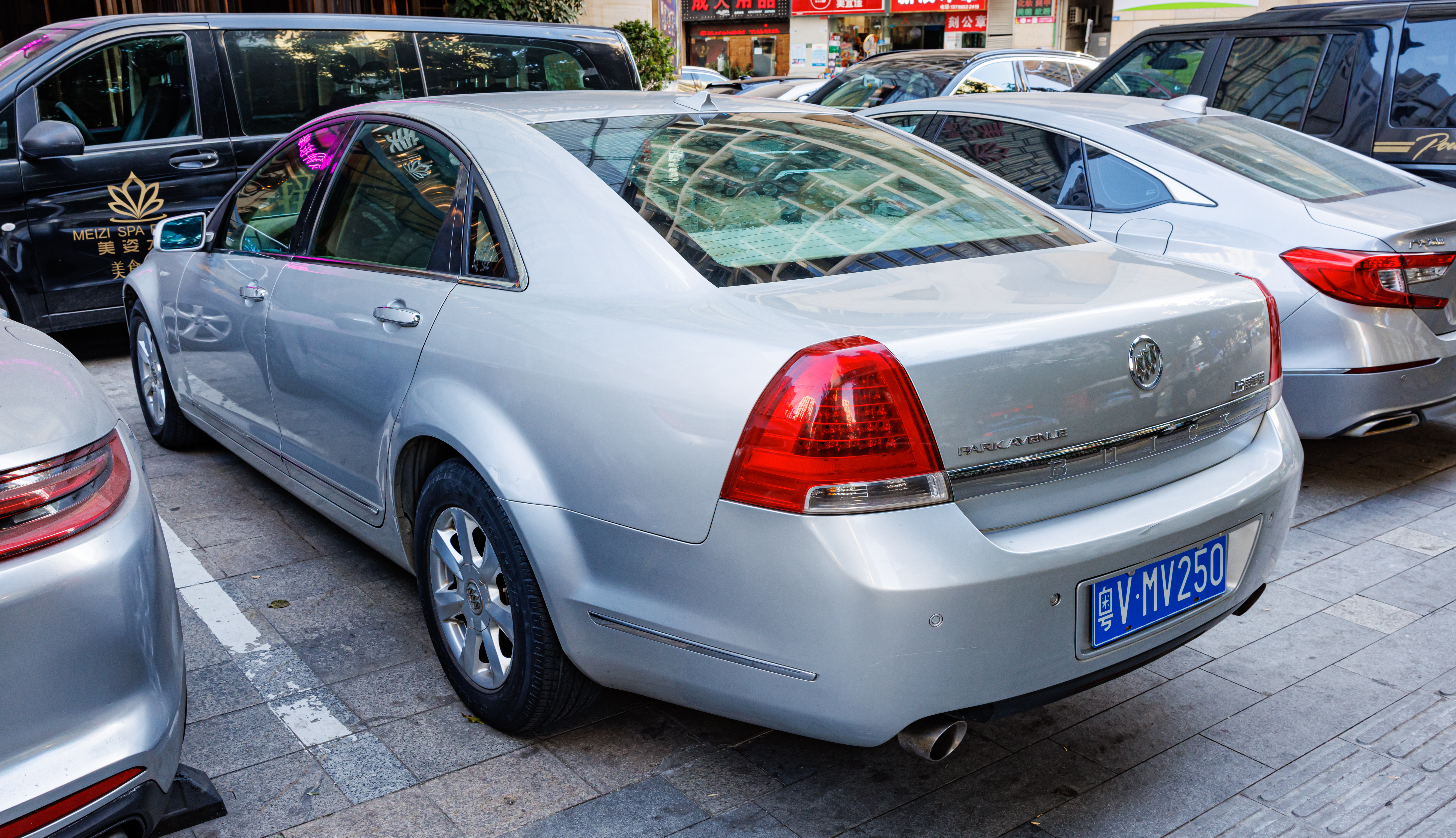
Heckansicht